# Campionati europei di ciclismo su pista 2019 - Velocità a squadre femminile
La velocità a squadre femminile  ai Campionati europei di ciclismo su pista 2019 si svolse il 16 ottobre 2019 presso il velodromo Omnisport di Apeldoorn, nei Paesi Bassi.

## Podio
| Pos.    | Atleta                                                  | Nazionalità |
| ------- | ------------------------------------------------------- | ----------- |
| Oro     | Anastasija Vojnova Dar'ja Šmelëva Ekaterina Rogovaja    | Russia      |
| Argento | Lea Friedrich Emma Hinze                                | Germania    |
| Bronzo  | Kyra Lamberink Shanne Braspennincx Steffie van der Peet | Paesi Bassi |

## Risultati

### Qualifiche
| Posizione | Atlete                              | Nazione     | Tempo  | Gap    | Note |
| --------- | ----------------------------------- | ----------- | ------ | ------ | ---- |
| 1         | Lea Friedrich Emma Hinze            | Germania    | 33.273 |        | Q    |
| 2         | Kyra Lamberink Steffie van der Peet | Paesi Bassi | 33.528 | +0.255 | Q    |
| 3         | Simona Krupeckaitė Miglė Marozaitė  | Lituania    | 33.549 | +0.276 | Q    |
| 4         | Ekaterina Rogovaja Dar'ja Šmelëva   | Russia      | 33.553 | +0.280 | Q    |
| 5         | Marlena Karwacka Urszula Łoś        | Polonia     | 33.622 | +0.349 | Q    |
| 6         | Ljubov Basova Olena Starikova       | Ucraina     | 33.672 | +0.399 | Q    |
| 7         | Tania Calvo Helena Casas            | Spagna      | 34.104 | +0.831 | Q    |
| 8         | Elena Bissolati Miriam Vece         | Italia      | 34.413 | +1.140 | Q    |

### Primo turno
I migliori 2 tempi accedono alla finale per l'oro, il terzo e quarto tempo a quella per il bronzo 
| Batteria | Posizione | Atleta                             | Nazione     | Tempo  | Note |
| -------- | --------- | ---------------------------------- | ----------- | ------ | ---- |
| 1        | 1         | Anastasija Vojnova Dar'ja Šmelëva  | Russia      | 32.724 | Q    |
| 4        | 2         | Lea Friedrich Emma Hinze           | Germania    | 32.961 | Q    |
| 3        | 3         | Kyra Lamberink Shanne Braspennincx | Paesi Bassi | 32.996 | q    |
| 2        | 4         | Simona Krupeckaitė Miglė Marozaitė | Lituania    | 33.347 | q    |
| 1        | 5         | Marlena Karwacka Urszula Łoś       | Polonia     | 33.601 |      |
| 3        | 6         | Tania Calvo Helena Casas           | Spagna      | 33.808 |      |
| 4        | 7         | Elena Bissolati Miriam Vece        | Italia      | 33.841 |      |
| 2        | 8         | Ljubov Basova Olena Starikova      | Ucraina     | 34.039 |      |

### Finali
| Classifica           | Atlete                             | Nazione     | Tempo  | Gap    |
| -------------------- | ---------------------------------- | ----------- | ------ | ------ |
| Finale per il bronzo |                                    |             |        |        |
| 3                    | Kyra Lamberink Shanne Braspennincx | Paesi Bassi | 33.023 |        |
| 4                    | Simona Krupeckaitė Miglė Marozaitė | Lituania    | 33.370 | +0.347 |
| Finale per l'oro     |                                    |             |        |        |
| 1                    | Anastasija Vojnova Dar'ja Šmelëva  | Russia      | 32.496 |        |
| 2                    | Lea Friedrich Emma Hinze           | Germania    | 33.179 | +0.683 |